# 유엔 캄보디아 과도 통치기구
유엔 캄보디아 과도 통치기구(United Nations Transitional Authority in Cambodia, 1992년 ~ 1993년 9월 24일)는 캄보디아에 한때 존재했던 통치 조직으로 유엔의 평화유지활동(PKO) 기관이다. 약어는 UNTAC으로, 국제 연합 캄보디아 과도 통치기구라고도 한다.

## 개요
1991년 10월 23일에 체결된 캄보디아 내전을 종식시킨 〈캄보디아 분쟁의 포괄적인 정치 해결에 관한 협정〉(파리 평화 협정)에 의거 1992년 2월 28일 유엔 안전보장이사회 결의 제745호에 의해 유엔 사무총장 아래 설립되었다. UNTAC 사무 총장 특별 대표는 유엔 사무 차장이었던 일본의 아카시 야스시가 맡았다. 통치 기간은 자유롭고 공정한 선거로 뽑힌 의회가 헌법을 제정하고 정부를 설립할 때까지로 결정되었다.
유엔은 1991년 10월에 이미 결의 717에 의해 유엔 캄보디아 선견대(UNAMIC)를 설립하고 현지 선발 조사에 임하고 있었다. UNTAC 위원회는 이를 확대하여 선거 조직 관리를 비롯해 정전 감시, 치안 유지, 무장 세력의 무장 해제, 난민, 피난민의 귀환 촉진 등을 활동으로 영역을 확대했다. UNTAC는 3월 15일부터 현지 활동을 시작하였으며, UNAMIC는 이것으로 개편, 흡수되었다.
UNTAC는 7개 부문으로 이루어져 있었다. 군사 부문은 호주의 존 샌더슨(John Sanderson) 소장이 사령관을 맡았고, 32개국에서 1만 6,000명이 파견되는 과거에 유래없는 대규모 인력을 동원했다. 그 외에는 문민정부 부문, 시민 경찰 부문, 선거 부문, 인권 부문, 귀환 부문, 부흥 부문 등의 종류가 있었다.
1993년 5월 UNTAC 감시 하에 헌법을 제정하기위한 국민 의회 선거가 행해졌고, 펑신펙이 제1당이 되었다. 9월 23일에 신헌법이 공포되어 다음 날 9월 24일에는 노로돔 시아누크가 국왕으로 복위하여 캄보디아 왕국이 재건되었다. 이에 따라 UNTAC은 이날 부로 임무를 종료하여 같은 해 말까지 인력과 장비를 철수하였다.